# Kriegerkapelle (Friesenrath)

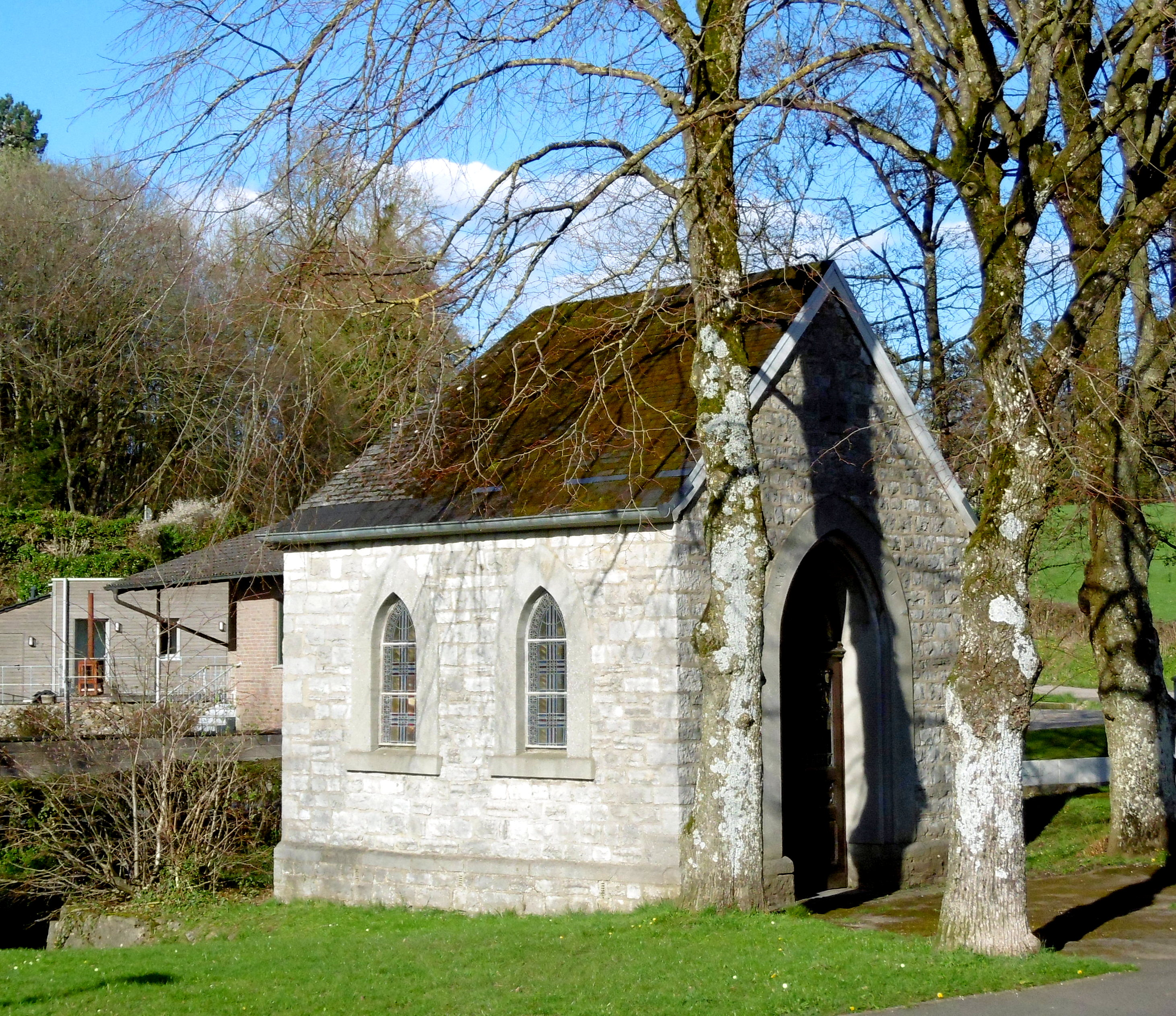
Kriegerkapelle Friesenrath

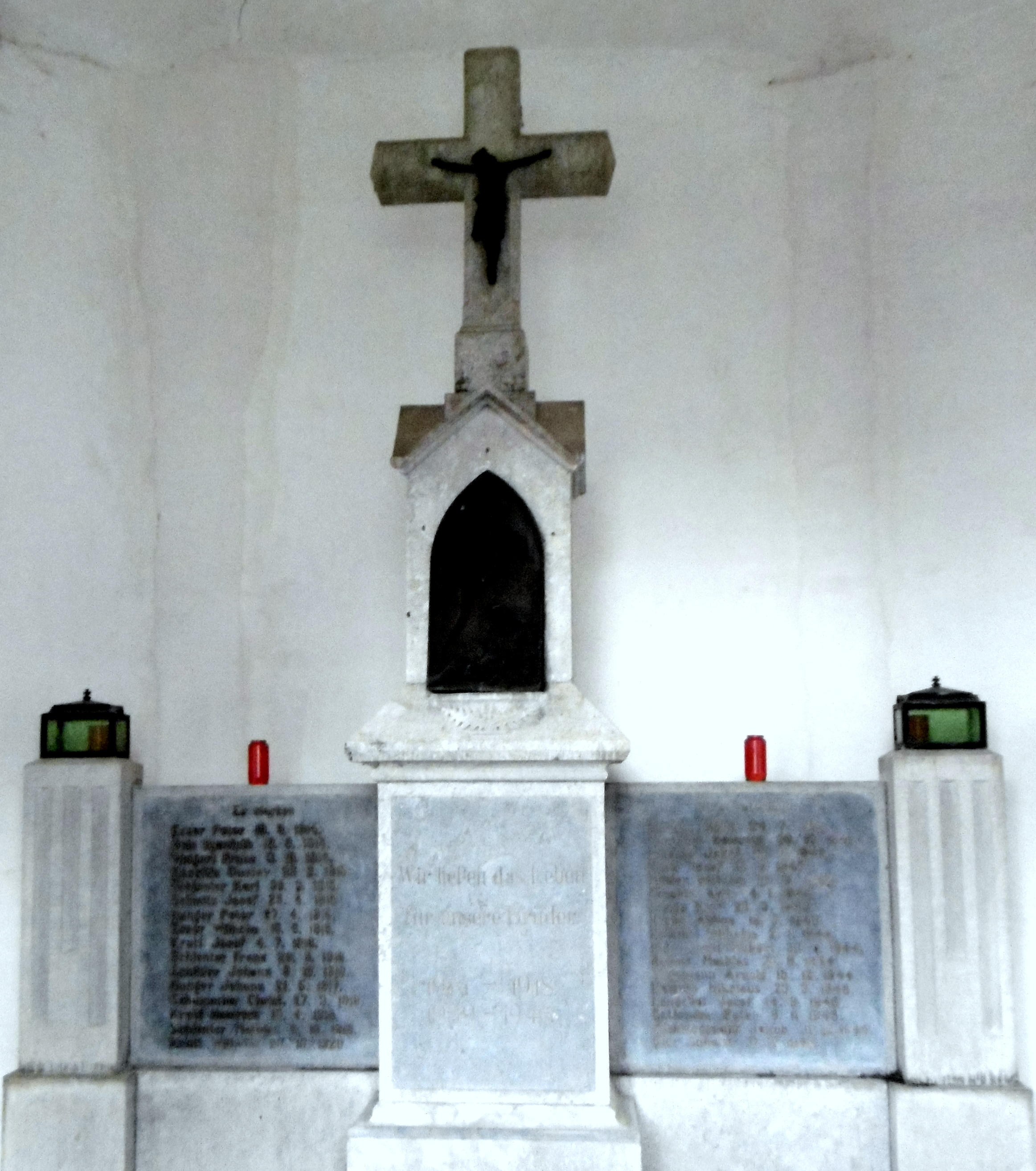
Altes Dorfkreuz mit Gefallenentafeln

Die Kriegerkapelle Friesenrath ist eine Gedächtniskapelle für die Opfer der beiden Weltkriege in der Ortschaft Friesenrath im Aachener Stadtbezirk Kornelimünster/Walheim. Sie wurde 1906 als „Marienkapelle“ erbaut und steht seit den 1980er-Jahren unter Denkmalschutz.

## Geschichte
Der zentrale Platz in der Ortschaft Friesenrath, wo heute die Kriegerkapelle steht, wurde ursprünglich von einem Dorfkreuz dominiert, an dem jeweils in den Monaten Mai und Oktober Marienandachten stattfanden. Anfang des 20. Jahrhunderts entschlossen sich dann die Friesenrather Bürger, diesen Platz mit einer Kapelle auszustatten, auch um den Bewohnern des Ortes den weiten Kirchweg zu ihrer Pfarre St. Maria Schmerzhafte Mutter zu ersparen. Um dieses Ziel zu erreichen, gründeten im Jahr 1904 zehn Bürger analog zum Namen ihrer Pfarre den „Marienverein“ und begannen mit der Planung und dem Bau der neuen Kapelle direkt gegenüber der alten Schule am Ufer der Inde, flankiert von alten stattlichen Linden. Im Jahr 1906 wurde die Kapelle fertiggestellt und eingeweiht. Sie war damit die erste öffentliche Gebetsstätte im Ort, in der besonders im Mai die Maiandacht gehalten und im Oktober abends der Rosenkranz gebetet werden konnte. Das vormalige alte Dorfkreuz fand im Innern der Kapelle seinen neuen Standort als Altarersatz.
Nach dem Ersten Weltkrieg erwarben im Jahr 1926 die Friesenrather Bürger die 1914 errichtete Schulbaracke der Dorfschule und funktionierten diese zur Notkirche um, da sich die bisherige Marienkapelle bei zunehmender Bevölkerung als zu beengt erwies. Da diese nun nicht mehr benötigt wurde, wurde sie vom Marienverein zur „Kriegergedächtniskapelle“ umgestaltet und zunächst mit einer Gedenktafel für die Namen der im Ersten Weltkrieg Gefallenen versehen. Damit wurde auch ihre Bezeichnung in „Kriegerkapelle“ bzw. „Krieger-Gedächtnis-Kapelle“ geändert und im Spitzbogen über der Eingangstür im Einfassungsstein eingraviert. Nach dem Zweiten Weltkrieg kam schließlich auch die Tafel für die nunmehrigen Weltkriegsopfer hinzu. Beide Erinnerungstafeln für die Kriegsopfer sind seitlich des alten Dorfkreuzes mit einem gemeinsamen steinernen Sockel verbunden.
Darüber hinaus dient die Kriegerkapelle in der heutigen Zeit auch als Friedhofskapelle, wo die Bürger von ihren Toten Abschied nehmen können, bevor sie auf dem benachbarten Friedhof beigesetzt werden.

## Baubeschreibung
Bei der Kapelle handelt es sich um einen kleinen rechteckigen Bau aus Bruchsteinen mit Satteldach, der an seinen Längsseiten mit je zwei Spitzbogenfenstern ausgestattet ist. Die ebenfalls spitzbogige Eingangstür ist mit einer schweren doppelflügeligen Holztür mit vergitterten und sparsam geschmückten Fenstern ausgestattet und ebenso wie die seitlichen Fenster mit Blausteinrahmen eingefasst. Über der Spitze der Eingangstür ist noch ein kleines steinernes Wehrmachtskreuz als Symbol für die Verwendung der Kapelle in die Wand eingelassen
Koordinaten: 50° 41′ 56,3″ N, 6° 11′ 3,8″ O